# Christian Lindow
Christian Lindow (1. Juli 1945 in Altenburg, Thüringen – 1. April 1990 in Bern) war ein deutscher Maler und Plastiker, der in der Schweiz lebte.

## Leben und Werk
Christian Lindow wurde in Altenburg in Thüringen geboren und wuchs dort auf. 1961 verließ er die DDR und studierte von 1962 bis 1965 Bildhauerei an der Werkkunstschule in Mannheim. Durch den Künstler Herbert Distel kam er nach Bern, wo er seine spätere Frau traf, mit der er 1981 eine Tochter bekam. Ende der 60er Jahre ließ er sich ganz in Bern nieder und gab seinen zweiten Wohnsitz in Mannheim auf. Lindow reiste nach Indien und Nepal (1973–74), nach Marokko (1975 und 1977) und nach Nord- und Zentralamerika (1976–77 und 1978). 1990 verstarb Lindow an den Folgen eines Unfalls.
Nach einer klassischen Ausbildung als Bildhauer arbeitete Lindow ab 1967 ungegenständlich und fertigte Objekte aus Holz und Polyester. Nach einigen konzeptuellen Werken begann er 1973 zu zeichnen und zu malen. Neben Porträts malte er auch Landschaften, Berge, Häuserfassaden, Stillleben mit Blumen und eine umfangreiche Serie von Bildern mit Zwetschgen.
1982 war Christian Lindow Teilnehmer auf der documenta 7 in Kassel. 1988 stellte Lindow in der Kunsthalle Bern großformatige Zwetschgenbilder aus. Retrospektiven fanden 1995 und 1996 im Kunstmuseum Winterthur, im Lindenau-Museum (Altenburg), und im Musée des beaux-arts de La Chaux-de-Fonds statt.

## Auszeichnungen
- 1978: Louise Aeschlimann-Stipendium der bernischen Kunstgesellschaft, Hauptpreis (5'000 CHF)[4]
- 1980: Louise Aeschlimann-Stipendium der bernischen Kunstgesellschaft, Hauptpreis, (7'500 CHF)[5]